# Kaba
Kaba ali Hor-Kaba je bil faraon iz Tretje dinastije egipčanskega  Starega kraljestva. Obdobja njegovega vladanje se ne da natančno določiti. Domneva se, da je vladal okoli leta 2670 pr. n. št.
Faraona Kabo kot  osebnost Starega Egipta je težko oceniti. Njegovo ime je arheološko dobro potrjeno na napisih na kamnitih skledah in glinastih pečatih, njegov kronološki položaj v Tretji dinastiji pa je zaradi neskladij in nasprotij v ramzeških seznamih kraljev in pomanjkanja izvirnih  težko določiti.  Predmet razprav je tudi mesto njegovega pokopa. Številni egiptologi in arheologi domnevajo, da njemu pripada nedokončana stopničasta Plastna piramida v  Zawyet El Aryanu. Drugi verjamejo, da je njegova grobnica velika mastaba v njeni bližini, v kateri so našli številne kamnitne posode s Kabovim serekom.

## Dokazi
Kabovo ime je zapisano na devetih poliranih posodah iz magnezita, travertina in diorita, odkritih v  Zawyet El Aryan, Abusirju in  Naga-ed-Deirju. Posode so večinoma nepoškodovane. Na njih je samo serek s faraonovim imenom, kar je bilo v tistem obdobju  običajno.
Njegovo ime je tudi na več glinastih pečatih, odkritih v Quesni v Nilovi delti, Zawyet El  Aryanu, Hierakonpolisu in Elefantini. Na pečatih je več besedila kot na posodah. Na žalost  so se od večine pečatov ohranili samo odlomki, ki so zaradi obrabe slabo čitljivi. Dobro ohranjena je samo ena cela vrstica imen ali nazivov vladarjev. Pečat z oznako UC-11755 ni datiran in je zdaj razstavljen v Petriejevem muzeju egipčanske arheologije v Londonu. Na napisu se izmenjujejo horova in zlata horova imena vladarjev.

## Identiteta

### Ime
Kaba je znan samo po svojem sereku in zlatem Horovem imenu. Njegova naslova nesut-biti, in nebti nista znana. Razen tega je Kaba eden od zelo redkih vladarjev iz zgodnjega dinastičnega obdobja in Starega kraljestva z arheološko dokazani zlatim imenom, najverjetnejšim predhodnikom zlatega Horovega imena, ki ga je uvedel morda prav on. Edini vladarji z zlatimi Horovimi imeni, ki so vladali pred Sneferujem, ustanoviteljem Četrte dinastije, so  Djer, Den, Ninečer, Kasekemvi in Džoser. Od  Sneferuja dalje so zlata Horova imena postala ustaljen del naziva vseh vladajočih monarhov, ne glede na to, koliko časa so vladali. Kabovo zlato Horovo ime je na več pečatih, čeprav sta njegovo pravilno branje in prevod še vedno sporna. Peter Kaplony ga interpretira kot Nub-iret ali  Nub iret-djedef, čeprav omahuje, ali je zlog  djedef   podedovani del jegovega imena ali dodaten časten naslov. Thomas Schneider in Jürgen von Beckerath v nasprotju z njim ime bereta kot Netjer-nub, kar pomeni »zlati sokol«.

### Identificiranje z ramzeškimi seznami kraljev
Znanstveniki se pri povezovanju Kabovega imena z  vladarskimi imeni na ramzeških seznamih kraljev (Devetnajsta in Dvajseta dinastija) srečujejo s številnimi  problemi. Število vladarjev Tretje dinastije  in njihova imena so na različnih seznamih   različna.   Na Abidoškem seznamu so Nebka, Džoser, Teti, Sedžes in Neferkare, na Torinskem Nebka, Džoser, Džoserteti, Hudžefa in Huni, na Sakarskem pa Džoser, Džoserteti, Nebkare in Huni. Zgodovinar Maneto omenja devet imen:  Necheróphes, Tosorthrós, Týreis, Mesôchris, Sôÿphis, Tósertasis, Achês, Sêphuris in Kerpherês. Egiptolog Iorwerth Eiddon Stephen Edwards, na primer, istoveti Kabo z ramzeškim kartušnim imenom Teti. Egiptologa Egyptologists Wolfgang Helck in Aidan Dodson v nasprotjuz njim domnevata, da bi Kaba lahko bil ramzeški Sedžes ali Hudžefa II. Obe imeni sta v resnici psevdonima vladarja, katerega ime je bilo v času, ko so ramzeški prepisovalci sestavljali sezname, nečitljivo. To bi lahko pomenilo, da je vladal zelo malo časa. Torinski seznam kraljev Hudžefi II. pripisuje šest let vladanja.
Manjšina sodobnih egiptologov domneva, da je Kaba istoveten z ramzeškim kartušnim imenom Huni. To ime je mogoče pripisati faraonu, ki ga Ramzesidi omenjajo kot zadnjega vladarja Tretje dinastije. Rainer Stadelmann, Nicolas Grimal, Wolfgang Helck in Toby Wilkinson domnevo podpirajo s stopničasto  Plastno piramido pri Zawyet El Aryanu.  Ker za piramido, ki se pripisuje Kabi, Stadelmann in  Wilkinson trdita, da je bila dokončana, so omenjeni egiptologi prepričani, da bi jo lahko zgradil samo faraon, ki je vladal dovolj dolgo. Prepričani so, da je to bil Huni, ki je po Torinskem seznamu kraljev vladal 24 let. Stadelmann razen tega omenja pečate z Elefantine, ki so tja prišli z mesta, ki je zelo blizu, domnevno Hunijeve,  stopničaste piramide.

### Identificiranje z Manetovim seznamom kraljev
Neznano je tudi Kabovo helenizirano ime na Manetovem seznamu kraljev. Lahko bi istoveten z vladarjem z imenom Mesôchris ali Sôÿphis.  Wolfgang Helck in Eberhard Otto v to dvomita in obe imeni pripisujeta faraonu Sanaktu.

## Vladanje

### Kronologija
Zaradi protislovij na ramzeških seznamih kraljev in pomanjkanja primarnih virov in prazničnih zapisov ostaja natančen kronološki položaj Kabovega vladanja sporen.   Egiptolog Nabil Swelim je prepričan, da je bil neposredni naslednik faraona Kasekemvija, zadnjega vladarja iz Druge dinastije. Svojo domnevo utemeljuje s podobnostjo med njunima imenoma, ki se začenjata s kha. Za primerjavo omenja podobnosti imen Netjerikhet (Djoser) in Sekhemkhet (Djoserteti), za katera velja, da sta vladala drug za drugim.
Swelimova teorija ni soglasno sprejeta. Grimal, Helck, Wilkinson in  Stadelmann poudarjajo, da je med Tretjo dinastijo postalo moderno na polirane kraljeve sklede pisati samo Horova imena faraonov brez kakršnih koli uvodnih napisov. Takšne so tudi Kabove kamnite posode.  Takšen slog se je prakticiral še med vladnjem faraona Sneferuja, ustanovitellja Četrte dinastije. Kaba bi torej lahko vladal proti koncu Tretje dinastije.

### Trajanje
Natančna dolžina Kabovega vladanja tudi ni znana. Če je istoveten z ramzeškim kartušnim imenom Sedžes, ki  pomeni izpuščen, in Hudžefa, ki pomeni izbrisan, bi lahko vladal šest let, kot trdi Torinski seznam kraljev.  Če je istoveten s Hunijem, bi lahko vladal 24 let.

### Dogodki
Zdaj znane arheološke najdbe ne omogočajo natančne ocene Kabovega vladanja. Pečati z Elefantine dokazujejo samo to, da je bila očitno dovolj pomembna, da jo je Kaba obiskal. Napisi odkrivajo, da so pečati in njim pripadajoče posode izvirale iz Tinisa in da jih je guverner Elefantine registriral. Na drugih pečatih je upodobljena boginja Bastet. Pečat Hierakonpolisa je bil odkrit v ruševinah lokalnega Horovega templja iz preddinastičnega obdobja. Na njem so sledovi podobe boga, morda Aša.

## Grob
Za Kabo se domneva, da je zgradil Plastno piramido v Zawyet El Aryanu približno 8 km jugozahodno od Gize. Zasnova piramide je značilna za Tretjo dinastijo: njeno jedro iz grobo obelanih blokov lokalne kamnine je obzidano z zidaki iz posušenega blata.  Piramida bi morala biti visoka 42 do 45 m, zdaj pa je visoka samo 17 m. Še vedno ni jasno, ali je njen vrh erodiral ali sploh ni bila dokončana.  Neposredno z  njo ni povezan noben znan zapis. V bližnji mastabi Z500  so arheologi odkrili kamnite sklede s Kabovim serekom.  Čeprav prevladuje mnenje, da je bil Kaba pokopan v tej piramidi, bi lahko bil pokopan tudi v omenjeni mastabi, piramida pa je pripadala nekemu do zdaj neznanemu faraonu.

## Druge zgradbe iz njegovega obdobja

### Mastaba Z500
V Kabovo vladavino se lahko zanesljivo datirata samo dve veliki mastabi. Prva je v mastaba Z500 v Zawyet El Aryanu, ki stoji približno 200 m severno od Plastne piramide in je orientirana v smeri sever-jug. Zgrajena je z zidaki iz blata. Na zunanji strani so niše, v notranjosti pa sta samo dve sobi brez značilne grobne arhitekture. Egiptologi zato sklepajo, da je bila mastaba pogrebni tempelj v okviru pokopališkega kompleksa Plastne piramide. Datiranje v Kabovo obdobje temelji na številnih dioritnih in dolomitnih posodah in fragmentih zidakov s Kabovimi sereki.

### Grobnica v Quesni
Leta 2010 so v Quesni v Nilovi delti odkrili mastabo iz blatnih zidakov, dolgo 14 m in široko 6 m. Pod njo je bila 3 m široka prehodna kapela, razdeljena na tri dele: severni del je bil zasut s kršjem, srednji del je imel dvojno sobo kot pogrebno komoro, tretji (južni) del pa je imel na sredini pogrebni jašek. V tem delu so leta 2014 odkrili drobne fragmente pečata s faraonovim imenom. Lastnik groba ni znan, arheološke raziskave pa se kljub temu nadaljujejo.